# Волин, Анна
Анна Воли́н (швед. Anna Wåhlin, англ. Anna Wahlin; 1970, Гётеборг, Швеция) — шведская исследовательница антарктических и полярных морей, профессор физической океанографии в Гётеборгском университете и сопредседатель Системы наблюдений в Южном океане (англ. Southern Ocean Observing Sistem, SOOS).

## Образование
Анна Волин родилась в 1970 году в Гётеборге, Швеция. Она получила степень бакалавра в Гётеборгском университете на факультете океанографии и защитила докторскую диссертацию в 2001 году на факультете наук о Земле. Волин была пост-доктором в Университете Осло на кафедре геофизики с 2003 по 2006 год.

## Карьера и влияние
Анна Волин — профессор физической океанографии на факультете морских наук Гётеборгского университета. Её исследования сосредоточены в области полярной океанографии, в основном Южного океана, и, в частности, нескольких аспектов динамики полярных морей, включая физическую океанографию, циркуляцию океана, топографические эффекты, процессы таяния ледяного шельфа и взаимодействие воздух-море-лёд. Когда Волин была назначена профессором в 2015 году, она стала первой в Швеции женщиной-профессором океанографии.
Анна является сопредседателем объединённого Научного комитета по изучению Антарктики и инициативы SCOR по Системе наблюдений за Южным океаном (SOOS), ассоциированным редактором журнала «Достижения в полярной науке» и членом научного консультативного совета IOW (с 2016 по 2019).

## Награды и звания
Награды Волин включают стипендию Фулбрайта (2007—2008), получение стипендии Крафорда от Шведской королевской академии наук (2010) и звание приглашённого лектора-профессора Научного комитета по изучению Антарктики (2013).

## Избранные труды
- Rebesco, M., Hernández-Molina, F. J., Van Rooij, D. and Wåhlin, A., 2014. Contourites and associated sediments controlled by deep-water circulation processes: state-of-the-art and future considerations. Marine Geology, 352, pp. 111—154[14].
- Arndt, J. E., Schenke, H. W., Jakobsson, M., Nitsche, F. O., Buys, G., Goleby, B., Rebesco, M., Bohoyo, F., Hong, J., Black, J. and Greku, R. et al. 2013. The International Bathymetric Chart of the Southern Ocean (IBCSO) Version 1.0—A new bathymetric compilation covering circum‐Antarctic waters.Geophysical Research Letters, 40(12), pp. 3111-3117[15].
- Rebesco, M., Wåhlin, A., Laberg, J. S., Schauer, U., Beszczynska-Möller, A., Lucchi, R. G., Noormets, R., Accettella, D., Zarayskaya, Y. and Diviacco, P., 2013. Quaternary contourite drifts of the Western Spitsbergen margin. Deep-Sea Research Part I: Oceanographic Research Papers, 79, pp. 156—168[16].